# Peter Evrard
Peter Evrard (Vosselaar, 19 oktober 1974) is een Belgisch zanger. Hij werd bekend als winnaar van Idool 2003.
Sinds eind 2014 is hij zanger van de band 10Rogue.

## Biografie
Evrard had eigenlijk op goed geluk meegedaan aan "Idool". Met zijn rock/metal-imago paste hij eigenlijk niet echt binnen het profiel van het programma. Ook het nummer dat hij als cover koos, Lithium van de band Nirvana, was een verrassende keuze. Toch belandde hij uiteindelijk in de finale en werd zelfs de winnaar van de wedstrijd.
Na Idool 2003 scoorde hij een hit met For You, en zijn album Rhubarb, geproduceerd door George Kooymans van Golden Earring, kwam uit. De single Loserman uit dit album was de eerste Europese legale download met watermerk van Fruitytech en werd daardoor geboycot door de platenwinkels. Na Loserman volgde nog de single "Making it beautiful". Daarna werd het wat stil, tot zijn 2de album uitkwam: Radio Honolulu. Peter zorgde op dit album zowel voor de muziek, teksten, productie en bracht ze uit op zijn eigen label EMP. Hij scoorde een paar Stubru-hits met "Not Running" en "Deaf Dumb Blind".
Peter Evrard is ook de enige Idool-kandidaat tot nu toe die in "De Afrekening" gestaan heeft.
Hij zong ook mee op de Tsunami-single en zorgde voor de titelsong van Flikken ("Let me take you through the night").
In december 2003 namen 11 winnaars van een Idool-wedstrijd deel aan World Idol in Londen. Kurt Nilsen won deze wedstrijd, de Amerikaanse Kelly Clarkson werd 2de, en Peter werd 3de.
Op zondag 22 januari plaatste hij zich met het liedje "Coward" voor de halve finales van Eurosong 2006. Hij werd tweede in deze voorronde. In de halve finale werd Peter Evrard vervolgens 5e, wat dus betekende dat hij niet naar de finale mocht. Niettegenstaande werd het nummer als single een beter succes dan de meeste finalisten.
Begin 2007 was hij te zien in Zo is er maar één, waar hij Ik wil deze nacht in de straten verdwalen van Wannes Van de Velde coverde. Hij won deze aflevering. In de 2de halve finale belandde hij op een 4de plaats en haalde de finale dus niet.
In september 2007 startte het 13de seizoen van de populaire soapserie Thuis. De titelsong hiervan werd gezongen door Peter Evrard, samen met Sofie Van Moll. De muziek voor Thuis werd geschreven door Will Tura en Steve Willaert, bekend van Stille Waters en Aspe. De tekst is van Frank Dingenen.
Sinds eind 2014 is Peter Evrard zanger bij de band 10Rogue.
In 2024 was hij te zien als gastartiest tijdens show ter ere van Koen Wauters op de Kastaars!.

## Discografie

### Albums
| Album met hitnotering(en) in de Vlaamse Ultratop 200 albums | Datum van verschijnen | Datum van binnenkomst | Hoogste positie | Aantal weken | Opmerkingen |
| ----------------------------------------------------------- | --------------------- | --------------------- | --------------- | ------------ | ----------- |
| Rhubarb                                                     | 2003                  | 30-08-2003            | 1(2wk)          | 9            |             |
| Radio Honolulu                                              | 2005                  | 29-01-2005            | 17              | 11           |             |

### Singles
| Single met hitnotering(en) in de Vlaamse Ultratop 50 | Datum van verschijnen | Datum van binnenkomst | Hoogste positie | Aantal weken | Opmerkingen |
| ---------------------------------------------------- | --------------------- | --------------------- | --------------- | ------------ | ----------- |
| For You                                              | 2003                  | 24-05-2003            | 1(3wk)          | 13           |             |
| Loserman                                             | 2003                  | 06-09-2003            | 32              | 4            |             |
| Making it beautiful                                  | 2003                  | 13-12-2003            | tip 9           | -            |             |
| Let me take you through the night                    | 2004                  | 28-08-2004            | tip 2           | -            |             |
| Deaf dumb blind                                      | 2004                  | 25-12-2004            | tip 7           | -            |             |
| Coward                                               | 2006                  | 29-04-2006            | 19              | 9            |             |